# رايولوبوس
بلدية رايولوبوس (بالإسبانية: Riolobos)‏، هي بلدية تقع في مقاطعة قصرش والتي تقع في منطقة إكستريمادورا، غرب إسبانيا.
يبلغ عدد سكانها 1.477 نسمة وفقاً لإحصائية سنة (2002).